# Un problème de caca
Un problème de caca (The Problem With a Poo en VO) est le troisième épisode de la saison 22 de South Park, et le 290e épisode de la série. Cet épisode est la dernière fois où l'on voit M. Hankey.
M. Hankey accumule les dérapages verbaux, pendant que Femme à Poigne a du mal à assumer que le Principal PC est le père de ses 5 enfants.

## Résumé
Alors que le conseil municipal de South Park commence, les membres du conseil décident de dire difficilement à M. Hankey que son spectacle de Noël sera annulé.
Le petit caca Noël digère mal l'annonce, puis c'est à l'école élémentaire de South Park qu'il fait jouer la musique de Noël aux enfants qui sont nuls (pourtant le spectacle de Noël est dans 2 mois comme Noël d'ailleurs). Le lendemain c'est Cartman, Stan et Kenny qui vont se plaindre au meilleur ami de M. Hankey : Kyle.
Car la crotte de Noël aurait fait des tweets insultants envers les élèves à la suite des effets problématiques de l'ambien, alors que Principal PC se soucie de Femme à Poigne qui lui cache sa grossesse.
Puis ils feront une confidence aux élèves alors qu'elle va perdre les eaux, ensuite elle est emmenée à l'Hôpital du Col de l'Enfer par Principal PC pour accoucher. De son côté Kyle essaye de raisonner Hankey, mais ce dernier organisant un autre spectacle de Noël (qui est 2 mois avant Noël) et a insulté les membres du conseil municipal sur Twitter.
Ce dernier essaye donc de trouver un avocat pour sa défense, 4 avocats refusent dont Gérald Broflovski qui dit « que quand on défend une merde, ça peut laisser des traces ». Puis il trouve du réconfort auprès de Kyle, puis il remarque que Kyle est le fils d'un avocat. Donc il a des gènes d'avocat en lui, alors que Femme à Poigne et Principal PC deviennent parents de 5 bébés très PC.
Femme à Poigne refuse de reconnaître PC comme le père, alors Principal PC dit qu'il est leur nourrice.
Hankey a totalement dérapé pendant le procès ce qui lui vaut une assez mauvaise réputation, puis il a l'idée de poursuivre son projet de spectacle de Noël sans l'autorisation de la Maire McDaniels. Avec l'aide de Kyle mais il le supplie de ne plus prendre d'ambien, ce dernier jure de ne pas en reprendre. Alors que Principal PC et Femme à Poigne essayent de cacher au maximum leur quintuplés PC, le spectacle de M. Hankey et Kyle commence.
La famille PC / à Poigne vient au spectacle et le spectacle de Hankey fait pleurer les bébés PC qui trouvent ce qu'il fait politiquement incorrect, mais Hankey redevient hystérique (donc il a encore prit de l'ambien malgré sa promesse) puis Kyle et Hankey se battent sur la scène et tout le monde s'en va. Kyle est couvert de traces d'étrons et la ville lui tourne le dos y compris Cartman, Stan et Kenny, la famille PC / à Poigne se dit qu'ils feraient mieux de cacher les quintuplés alors que M. Hankey est exclu de la ville. À la fin, il atterrit à Springfield avec Les Simpson.